# 西蒙·凯
西蒙·凯（英語：Simon Kaye，1935年7月22日—）为一位英国音频工程师。他赢得过2次奥斯卡最佳音响效果奖，并得到2次提名。自1959年起，西蒙参与了超过70部电影的制作。

## 部分影视作品
凯赢得过2次奥斯卡奖，并再次获得2次提名。
获奖
- 野战排 (1986)[1]
- 最后的莫希干人 (1992)[2]

提名
- 烽火赤焰万里情 (1981)[3]
- 甘地传 (1982)[4]